# ماثيو هاميلتون غولت
ماثيو هاميلتون غولت هو سياسي كندي، ولد في 18 يوليو 1822 في Strabane ‏ في المملكة المتحدة، وتوفي في 1 يونيو 1887 في مونتريال في كندا. نشط حزبياً في حزب كندا المحافظ. وقد انتخب عضو مجلس العموم الكندي.